# Marco Perrin
Pour les articles homonymes, voir Perrin.
Marco Perrin, de son vrai nom Jean Marco Markovich, est un acteur français d'origine serbe, né le 16 mai 1927 à Aix-en-Provence et mort le 17 février 2014 à Issy-les-Moulineaux.

## Biographie

### Théâtre

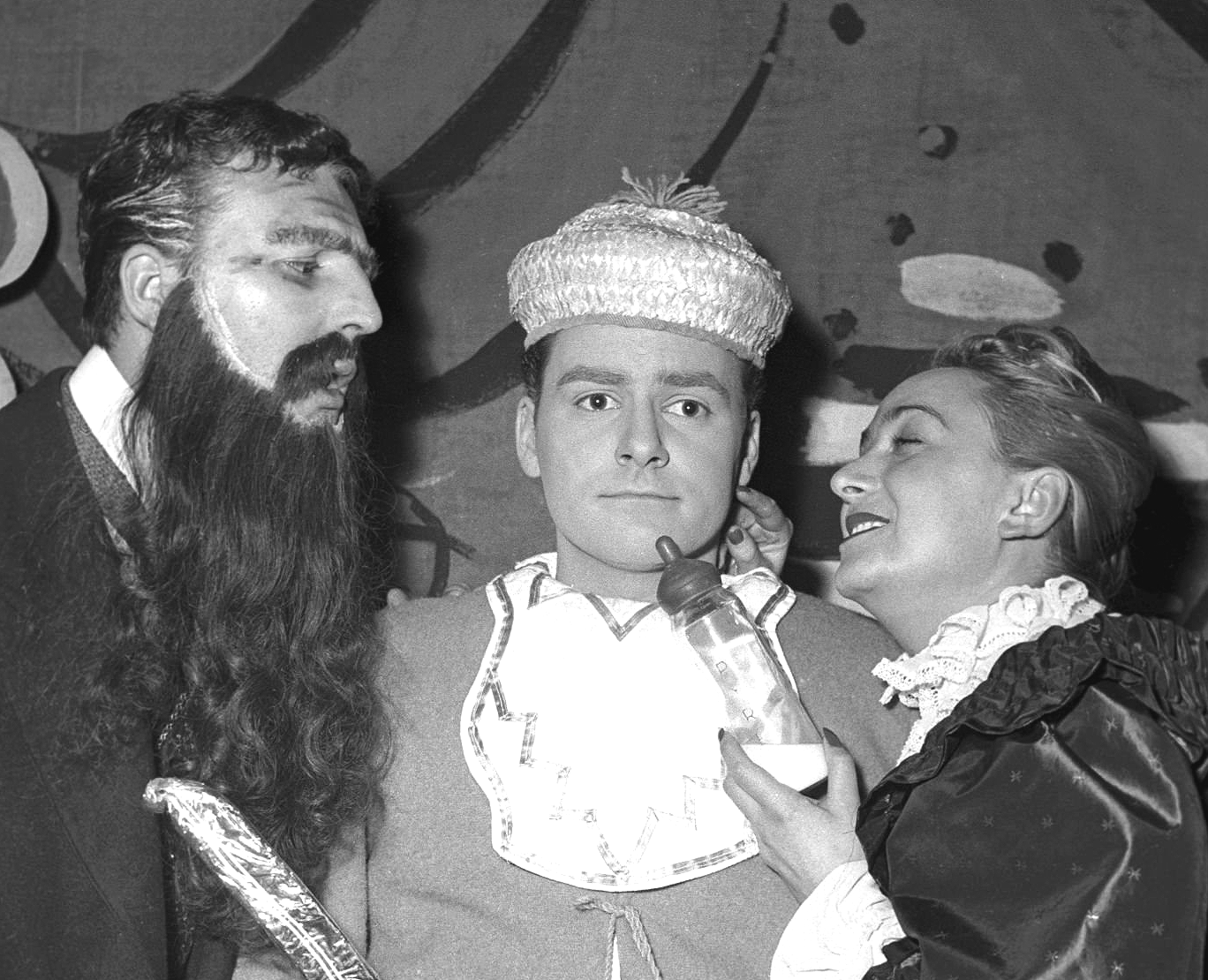
À gauche, Marco Perrin à ses débuts en 1952, avec Michel Roux et Jacqueline Maillan.

Marco Perrin commence sa carrière de comédien en 1952 dans Les Barbes nobles d'André Roussin au théâtre du Grand Guignol, à Paris. Il ne restera pas dans le répertoire horrifique, marque de fabrique du théâtre de la rue Chaptal. Il apparaît par la suite dans des comédies. Il devient ainsi un des piliers de l'émission Au théâtre ce soir, tournée au Théâtre Marigny dans les années 1960-1970, apparaissant dans des mises en scène de Jean Le Poulain, Michel Roux et Jacques Fabbri entre-autres et auxquels il donne la réplique. Il est également de La Cage aux folles aux côtés de Jean Poiret et Michel Serrault.

### Cinéma
En 1955, Il fait ses débuts au cinéma comme figurant dans La Tour de Nesle d'Abel Gance et même dans Les Vikings de Richard Fleischer avec Kirk Douglas. Par la suite, il obtient de vrais rôles mais jamais en tête de distribution dans Adieu Philippine de Jacques Rozier qui traite de la Guerre d'Algérie, Monnaie de singe en 1965 d'Yves Robert, L'Armée des ombres de Jean-Pierre Melville et même dans une adaptation de Justine du Marquis de Sade de Claude Pierson en 1970. Il alterne les rôles dramatiques et comiques, à la scène et aux plateaux de cinéma. En 1971, Pierre Richard le dirige dans Les Malheurs d'Alfred, son deuxième film. Jean-Claude Brialy fait appel à lui trois fois dans Églantine en 1972, Les Volets clos en 1973 et L'Oiseau rare en 1973. La même année sort sur les écrans le surréaliste J'irai comme un cheval fou de Fernando Arrabal, une curiosité dans la carrière de Marco Perrin. Il fait une apparition dans deux films de Bertrand Blier, Les Valseuses en 1974 où il joue un vigile d'hypermarché dans une scène avec Gérard Depardieu et Buffet froid en 1979 avec Bernard Blier.
Sa carrière comprend quelques inévitables nanars comme les films de Max Pécas, On est venu là pour s'éclater en 1979, Belles, blondes et bronzées en 1981 et On n'est pas sorti de l'auberge en 1982, ou encore Prends ta Rolls et va pointer avec Jean Lefebvre.
À la télévision Marco Perrin joue dans deux épisodes de Thierry la Fronde, dans Les Cinq dernières minutes, La Demoiselle d'Avignon, La Dame Monsoreau et Arsène Lupin joue et perd, feuilleton d'Alexandre Astruc. Il est aussi Cocardasse dans la fameuse version de Lagardère avec Jean Piat en 1967.
Le 27 janvier 1983, Marco Perrin tombe dans le coma après un accident vasculaire cérébral. Il reste hémiplégique et doit renoncer à sa carrière. Il est alors pris en main, à partir de mars 1983, par l'association La roue tourne de Paul Azaïs et Janalla Jarnach, association qui vient en aide aux artistes malades, blessés, ou accidentés de la vie.
À la fin de l'année 2010, il fait une ultime apparition dans le documentaire qui lui est consacré Il n'est jamais trop tard de Jérémy Piaud, retraçant ses souvenirs de comédien.
Il meurt le 17 février 2014 à Issy-les-Moulineaux, à l'âge de 86 ans. Il est inhumé au cimetière d'Auriol (Bouches-du-Rhône).

## Filmographie

### Cinéma
- 1955 : La Tour de Nesle d’Abel Gance : Figurant
- 1958 : The Vikings de Richard Fleischer : Figurant
- 1962 : Adieu Philippine de Jacques Rozier : Le propriétaire du magasin
- 1965 : Monnaie de singe d'Yves Robert : Le barbu
- 1966 : Le Vieil Homme et l'Enfant de Claude Berri : Le curé
- 1968 : Le Gendarme se marie : Un des inspecteurs de la commission de suspension du permis de conduire.
- 1969 : L'Armée des ombres de Jean-Pierre Melville : Octave Bonnafous
- 1970 : Justine de Sade de Claude Pierson : Clément
- 1971 : Les Malheurs d'Alfred de Pierre Richard : Orlandi
- 1972 : Églantine de Jean-Claude Brialy : Guillaume
- 1972 : Tout le monde il est beau, tout le monde il est gentil de Jean Yanne : Ricardo Salinas
- 1972 : Les Volets clos de Jean-Claude Brialy : Marcelin
- 1972 : Moi y'en a vouloir des sous de Jean Yanne : Un CRS
- 1972 : L'Affaire Dominici de Claude Bernard-Aubert : Le cuisinier
- 1972 : Ah ! Si mon moine voulait... de Claude Pierson : Le boucher
- 1973 : Les Hommes de Daniel Vigne : Commissaire Maestracci
- 1973 : Les Valseuses de Bertrand Blier : Un inspecteur du supermarché
- 1973 : L'Oiseau rare de Jean-Claude Brialy : Léon Boudard
- 1973 : J'irai comme un cheval fou de Fernando Arrabal : Oscar
- 1973 : ...Comme un pot de fraises de Jean Aurel : Fourmelon
- 1974 : Les Suspects de Michel Wyn : Gabriel
- 1974 : Le Mâle du siècle de Claude Berri : Le cuisinier
- 1974 : Soldat Duroc, ça va être ta fête de Michel Gérard : Gaétan Duroc
- 1975 : Flic Story de Jacques Deray : Vieuchene
- 1975 : La Grande Récré de Claude Pierson : Monsieur Bouillou
- 1976 : Un mari, c'est un mari de Serge Friedman : Pierrot
- 1976 : Les Passagers de Serge Leroy
- 1977 : L'Homme pressé d'Édouard Molinaro : Le maire de Saint-Agupin
- 1977 : Comme la lune de Joël Séria : Chanteau
- 1977 : L'Amour violé de Yannick Bellon : Le père de Jean-Louis
- 1977 : Attention, les enfants regardent de Serge Leroy : Un gendarme
- 1978 : L'Ange gardien de Jacques Fournier : Marco
- 1978 : Le Gendarme et les Extra-terrestres de Jean Girault : Le maire de Saint-Tropez
- 1978 : Je te tiens, tu me tiens par la barbichette de Jean Yanne : Le pompier
- 1979 : L'Associé de René Gainville : Vauban
- 1979 : On est venu là pour s'éclater de Max Pécas : Alfred Gomez
- 1979 : Duos sur canapé de Marc Camoletti : Le client
- 1979 : La Gueule de l'autre de Pierre Tchernia : Raoul Garrivier
- 1979 : Buffet froid de Bertrand Blier : La maçon
- 1979 : Cocktail Molotov de Diane Kurys : Le CRS
- 1980 : Les Phallocrates de Claude Pierson : Omer Lecoq
- 1980 : T'inquiète pas, ça se soigne d'Eddy Matalon : Michel Palabert
- 1980 : Voulez-vous un bébé Nobel ? de Robert Pouret : Le général
- 1981 : Fais gaffe à la gaffe ! de Paul Boujenah : Mercantilos
- 1981 : Prends ta Rolls et va pointer de Richard Balducci : Alphonse
- 1981 : Belles, blondes et bronzées de Max Pécas : Gaston Dupuis
- 1981 : Comment draguer toutes les filles... de Michel Vocoret : André
- 1981 : La Soupe aux choux de Jean Girault : Le maire
- 1981 : Jamais avant le mariage de Daniel Ceccaldi : Le commandant
- 1982 : On n'est pas sorti de l'auberge de Max Pécas : Le coiffeur
- 1982 : Le Braconnier de Dieu de Jean-Pierre Darras : Le pêcheur
- 1983 : Béruchet dit la Boulie de Béruchet : Le voisin

### Documentaire
- 2010 :  Il n'est jamais trop tard de Jérémy Piaud (Documentaire)

### Télévision
- 1958-1961 : Airs de France (Série TV) : Pawlow / Arthur / Jean
- 1958-1961 : La Belle Équipe d'Ange Casta (Série TV) : L'homme brutal
- 1963 : La Route série télévisée de Pierre Cardinal
- 1963 : Monsieur Laplanche (Téléfilm) : Serrurier
- 1963 : Le jeu d'Elsenberg (Téléfilm) : Le représentant
- 1966 : Thierry la Fronde de Robert Guez (Série TV) : Le cuisinier / Georges
- 1966 : Une femme ravie d'après Louis Verneuil, réalisation Guy Labourasse
- 1966 : Vive la vie de Joseph Drimal (série télévisée)
- 1967 : Les Cinq Dernières Minutes, de Jean-Pierre Decourt (Série TV) : Cataldo Maramotti
- 1967 : Lagardère de Jean-Pierre Decourt (Série TV) : Cocardasse
- 1967 et 1970 : Allo police (Série TV)
- 1967 : En votre âme et conscience, épisode : Entre deux heures du matin et neuf heures et demi le soir de  Jean Bertho
- 1969 : Thibaud (Série TV) : Gildo
- 1971 : La Dame de Monsoreau de Yannick Andréi (Série TV) : Henri de Navarre
- 1971 : Robert Macaire de Pierre Bureau (Téléfilm) : Le premier gendarme
- 1972 : La Demoiselle d'Avignon, de Frédérique Hébrard (Série TV) : Bastien
- 1972 : Irma la douce (Téléfilm) : Frangipane
- 1972 : L'homme qui revient de loin de Michel Wyn (Série TV) : Docteur Dufour
- 1972 : épisode Le comte de Lavalette de la série Les Évasions célèbres : le provocateur
- 1973 : Un client sérieux (Téléfilm) : Barbemolle
- 1973 : Poof (Téléfilm) : Le pharmacien
- 1973 : Un certain Richard Dorian, d'Abder Isker (Téléfilm) : Lastenné
- 1975 : Cigalon (Série TV) : Ludovic
- 1977 : Richelieu de Jean-Pierre Decourt (Série TV) : Henri IV
- 1977 : Le Passe-muraille de Pierre Tchernia : Le mari jaloux
- 1977-1978 : Les Folies Offenbach de Michel Boisrond (Série TV) : Cogniard
- 1980 : Le Vol d'Icare (Téléfilm) : Berrier
- 1980 : Jean-Sans-Terre de Gilles Grangier (Téléfilm) : Le vigile
- 1980 : Arsène Lupin joue et perd d'Alexandre Astruc (Série TV) : Inspecteur Gourel
- 1981 : Histoire contemporaine (Série TV) : Félix Panneton
- 1982 : Toutes griffes dehors (Série TV) : Oncle Fernand
- 1983 : Cinéma 16 (série) : Microbidon d'André Halimi : Siccardo

### Au théâtre ce soir
- 1966 : La Grande Oreille de Pierre-Aristide Bréal, mise en scène Jacques Fabbri, réalisation Georges Folgoas, Théâtre Marigny
- 1968 : Les Hussards de Pierre-Aristide Bréal, mise en scène Jacques Fabbri, réalisation Pierre Sabbagh, Théâtre Marigny
- 1970 : C'est malin de Fulbert Janin, mise en scène Jacques Fabbri, réalisation Pierre Sabbagh, Théâtre Marigny
- 1970 : Les Joyeuses Commères de Windsor de William Shakespeare, mise en scène Jacques Fabbri, réalisation Pierre Sabbagh, Théâtre Marigny
- 1971 : Misère et noblesse d'Eduardo Scarpetta, mise en scène Jacques Fabbri, réalisation Pierre Sabbagh, Théâtre Marigny
- 1972 : Les Français à Moscou de Pol Quentin, mise en scène Michel Roux, réalisation Georges Folgoas, Théâtre Marigny
- 1973 : Pétrus de Marcel Achard, mise en scène Jean Le Poulain, réalisation Georges Folgoas, Théâtre Marigny
- 1974 : La Mare aux canards de Marc Cab et Jean Valmy, mise en scène Robert Manuel, réalisation Georges Folgoas, Théâtre Marigny
- 1977 : La Fessée de Jean de Létraz, mise en scène Jacques Mauclair, réalisation Pierre Sabbagh, Théâtre Marigny
- 1978 : Un ménage en or de Jean Valmy et Marc Cab, mise en scène Maurice Ducasse, réalisation Pierre Sabbagh, Théâtre Marigny
- 1978 : Ce soir à Samarcande de Jacques Deval, mise en scène Raymond Gérôme, réalisation Pierre Sabbagh, Théâtre Marigny
- 1978 : Les Coucous de Guy Grosso et Michel Modo, mise en scène Michel Roux, réalisation Pierre Sabbagh, Théâtre Marigny

## Théâtre
- 1952 : Les Barbes nobles d'André Roussin, mise en scène Georges Vitaly, Théâtre du Grand-Guignol
- 1958 : Le Chinois de Pierre Barillet et Jean-Pierre Grédy, mise en scène Georges Vitaly, Théâtre La Bruyère
- 1958 : Le Ouallou de Jacques Audiberti, mise en scène Georges Vitaly, Théâtre La Bruyère
- 1958 : Le Comte de Luxembourg de Franz Lehar, opérette réalisée pour la télévision par Jean-Paul Carrère
- 1960 : Les Joies de la famille de Philippe Hériat, mise en scène Claude Sainval, Comédie des Champs-Élysées, Théâtre de l'Ambigu
- 1961 : Les Joies de la famille de Philippe Hériat, mise en scène Claude Sainval, Théâtre des Célestins
- 1964 : L'Aquarium d'Aldo Nicolaï, mise en scène Jacques Fabbri, Théâtre de Paris, Théâtre des Célestins
- 1965 : L'Envers d'une conspiration d'Alexandre Dumas, mise en scène Jacques Fabbri, Théâtre de Paris
- 1965 : Victimes du devoir d'Eugène Ionesco, mise en scène Antoine Bourseiller, Poche Montparnasse
- 1965 : Ouah ! Ouah ! opérette de Michel André, mise en scène Roland Bailly, musique Étienne Lorin et Gaby Wagenheim, Théâtre de l'Alhambra
- 1966 : La Grande Oreille de Pierre-Aristide Bréal, mise en scène Jacques Fabbri, Théâtre de Paris
- 1966 : En pleine mer de Sławomir Mrożek, mise en scène Antoine Bourseiller, Théâtre de Poche Montparnasse
- 1966 : Les Bas-fonds de Maxime Gorki, mise en scène Sacha Pitoëff, Théâtre Moderne
- 1967 : Croque-monsieur de Marcel Mithois, mise en scène Jean-Pierre Grenier, Théâtre des Célestins
- 1967 : La Baye de Philippe Adrien, mise en scène Antoine Bourseiller, Festival d'Avignon
- 1968 : La Puce à l'oreille de Georges Feydeau, mise en scène Jacques Charon, théâtre du Palais-Royal
- 1969 : Un violon sur le toit ! , Théâtre Marigny
- 1971 : Croque-monsieur de Marcel Mithois, mise en scène Jean-Pierre Grenier, Théâtre des Célestins
- 1971 : Rintru pa trou tar hin ! de François Billetdoux, mise en scène Serge Peyrat, Théâtre de la Ville
- 1971 : La Guerre de Troie n'aura pas lieu de Jean Giraudoux, mise en scène Jean Mercure, Théâtre de la Ville, Festival d'Avignon
- 1972 : L'Ouvre-boîte de Félicien Marceau, mise en scène Pierre Franck, Théâtre de l'Œuvre
- 1973 : La Cage aux folles de Jean Poiret, mise en scène Pierre Mondy, Théâtre du Palais-Royal : Monsieur Dieulafoi, père ultra-conservateur de la fiancée du fils du couple homo vedette (rôle repris au cinéma par Michel Galabru avec un nom différent du personnage...)
- 1973 : Pétrus de Marcel Achard, mise en scène Jean Le Poulain, Théâtre Marigny
- 1976 : Domino de Marcel Achard, rôle de Mirandol, mise en scène de Jean Piat avec Jean Piat (Domino), Danièle Lebrun (Lorette), Alain Mottet (Heller), Michel Roux (Crémone), Françoise Fleury (Christiane), Marianne Pernety (Fernande).
- 1978 : La Culotte de Jean Anouilh, mise en scène Jean Anouilh & Roland Piétri, Théâtre de l'Atelier
- 1981 : L'Homme, la bête et la vertu de Luigi Pirandello, mise en scène Henri Tisot, Théâtre des Célestins
- 1982 : Potiche de Pierre Barillet et Jean-Pierre Grédy